# Glenn Tipton
Glenn Raymond Tipton (Blackheath, 25. listopada 1948.), britanski gitarist.
Jedan je od gitarista u heavy metal sastavu Judas Priest. Poznat je po svojim kompleksnim i virtuoznim solo dionicama koje izvodi zajedno s drugim gitaristom Priesta, K. K. Downingom.
Prije nego što je pristupio u Judas Priest, Tipton je svirao u sastavu pod imenom 'The Flying Hat Band', dok je 1997. godine objavio svoj samostalni album Baptizm of Fire.